# Quintin Hogg (baron Hailsham de St Marylebone)
Quintin McGarel Hogg (9 octobre 1907 - 12 octobre 2001) est un avocat britannique et un politicien conservateur.
Il est candidat pour succéder à Harold Macmillan comme Premier ministre en 1963, renonçant à sa pairie héréditaire pour cela, mais il est battu par Alec Douglas-Home. Il est créé pair à vie en 1970 et est lord chancelier, le poste autrefois occupé par son père, jusqu'en 1987.

## Jeunesse
Né à Londres, il est le fils de Douglas Hogg (1er vicomte Hailsham), qui est lord chancelier sous Stanley Baldwin, et petit-fils de Quintin Hogg, un marchand, philanthrope et réformateur de l'éducation. Il fait ses études au Collège d'Eton, où il est boursier du roi et remporte la bourse de Newcastle en 1925. Il est ensuite entré à Christ Church, Oxford, en tant que boursier, et il est président de l'Oxford University Conservative Association et de l'Oxford Union. Il est lauréat d'un prix de recherche en droit à All Souls College, Oxford, en 1931. Il est admis au barreau par Lincoln's Inn en 1932. Le deuxième prénom McGarel, vient de Charles McGarel, qui avait de grandes possessions d'esclaves, et qui a parrainé financièrement le grand-père de Quintin Hogg, également appelé Quintin Hogg, qui était le beau-frère de McGarel. Il s'est prononcé contre la motion "Que cette Chambre ne se batte en aucun cas pour son roi et son pays" lors du débat sur le roi et le pays de 1933 à l'Oxford Union.

## Politique et seconde guerre mondiale
Hogg participe à sa première campagne électorale aux élections générales britanniques de 1924 et à toutes les campagnes électorales générales suivantes jusqu'à sa mort. En 1938, Hogg est choisi comme candidat au Parlement lors de l'élection partielle d'Oxford. Cette élection a eu lieu peu de temps après les accords de Munich et le candidat travailliste Patrick Gordon Walker est persuadé de démissionner pour permettre un défi unifié aux conservateurs; AD Lindsay, le maître du Balliol College s'est battu en tant que candidat « indépendant progressiste ». Hogg a battu de justesse Lindsay, qui aurait été horrifié par le slogan populaire "Hitler veut Hogg".
Il vote contre Neville Chamberlain lors du débat sur la Norvège de mai 1940 et soutient Winston Churchill. Il sert brièvement dans la campagne du désert en tant que commandant de section avec la brigade de fusiliers pendant la Seconde Guerre mondiale. Son commandant a été son contemporain à Eton; après lui et le commandant en second, Hogg est le troisième plus ancien officier du bataillon. Après une blessure au genou en août 1941, qui lui a failli lui coûter la jambe droite, Hogg est jugé trop âgé pour poursuivre son service de première ligne, et sert dans l'état-major d'Henry Maitland Wilson avant de quitter l'armée avec le grade de major. À l'approche des élections de 1945, Hogg écrit une réponse au livre Guilty Men, The Left Was Never Right.

## Ministre conservateur
Le père de Hogg est décédé en 1950 et il est entré à la Chambre des lords, comme deuxième vicomte Hailsham. Croyant que sa carrière politique était terminée, il se concentre sur sa carrière au barreau pendant quelques années, devient conseiller de la reine en 1953 et chef de cabinet en 1955, succédant à Kenneth Diplock. Lorsque les conservateurs sont revenus au pouvoir sous Churchill en 1951, il refuse un poste. En 1956, il refuse d'être nommé directeur général des postes sous la direction d'Anthony Eden pour des raisons financières, mais a seulement accepté sa nomination en tant que premier lord de l'amirauté six semaines plus tard. Sa nomination a cependant dû être retardée en raison de l'affaire Crabb.
En tant que premier lord, il est informé des plans d'Eden d'utiliser la force militaire contre l'Égypte, qu'il pensait être de la « folie ». Néanmoins, une fois l'opération Mousquetaire lancée, il pense que la Grande-Bretagne ne pourrait pas battre en retraite avant la prise du canal de Suez. Lorsque, au milieu de l'opération, Louis Mountbatten menace de démissionner en tant que Premier Lord de la mer en signe de protestation, Hailsham lui ordonne par écrit de rester en service. il est resté critique des actions de l'ancien chancelier de l'Échiquier, Harold Macmillan, pendant la crise, estimant qu'il avait souffert d'une défaillance nerveuse.
Il est devenu ministre de l'Éducation en 1957 sous Macmillan, occupant le poste pendant huit mois, avant d'accepter d'être nommé lord président du Conseil et président du Parti conservateur en septembre 1957. Pendant son mandat de président du Parti, le Parti conservateur remporte une victoire notable aux élections générales de 1959, qu'il avait prévu de perdre. Néanmoins, peu de temps après les élections, Hailsham est mis à l'écart et nommé ministre des Sciences et de la Technologie, occupant ce poste jusqu'en 1964. Son mandat comme ministre des Sciences est couronné de succès, et il est ensuite élu à la Royal Society en 1973.
Parallèlement, il est lord du sceau privé entre 1959 et 1960, Lord Président du conseil entre 1960 et 1964, et leader de la Chambre des lords entre 1960 et 1963, après avoir été chef adjoint entre 1957 et 1960. Macmillan lui confie également un certain nombre de missions spéciales, devenant ministre chargé des Sports de 1962 à 1964, du chômage dans le Nord-Est entre 1963 et 1964 et de l'enseignement supérieur entre 1963 et 1964. Hailsham, qui s'intéresse peu aux sports, pensait peu à sa nomination en tant que ministre des Sports de facto, écrivant plus tard que « [l] 'idée d'un ministre des Sports m'a toujours consterné. Cela sent la dictature et le type le plus méchant de dictature populiste ou fasciste. "
Hailsham témoigne devant le comité Wolfenden pour discuter de l'homosexualité. L'historien Patrick Higgins a déclaré qu'il l'utilisait comme "une occasion d'exprimer son dégoût". Il déclare que "l'instinct de l'humanité à qualifier les actes homosexuels de" non naturels "ne repose pas sur de simples préjugés" et que les homosexuels étaient corrompus et "une religion prosélyte".
En juin 1963, lorsque son collègue, le ministre John Profumo démissionne après avoir reconnu avoir menti au Parlement au sujet de sa vie privée, Hailsham l'a attaqué sauvagement à la télévision. Le député travailliste Reginald Paget qualifie cela de "performance virtuose de l'art de donner des coups de pied à un ami dans les tripes".
Il est Leader de la Chambre des lords lorsque Harold Macmillan annonce sa démission soudaine du poste de premier ministre pour des raisons de santé au début de la conférence de 1963 du Parti conservateur. À l'époque, il n'y a pas de scrutin officiel pour la direction du Parti conservateur. Hailsham, qui est d'abord le successeur préféré de Macmillan, annonce qu'il utiliserait la nouvelle loi sur les pairs pour renoncer à son titre et se présenter à une élection partielle et retourner à la Chambre des communes. Ses bouffonneries publicitaires à la conférence du parti (comme nourrir sa petite fille en public et permettre à ses partisans de distribuer des badges "Q" (pour Quintin)) étaient considérées comme vulgaires à l'époque et il perd le soutien de Macmillan.
Finalement, sur les conseils de Macmillan, la reine choisit Alec Douglas-Home pour succéder à Macmillan comme premier ministre. Hailsham renonce néanmoins à sa pairie le 20 novembre 1963, redevenant Quintin Hogg. Il est réélu comme député de St Marylebone, ancienne circonscription de son père, lors d'une élection partielle en décembre 1963.
Hogg en tant que militant est connu pour sa rhétorique robuste et ses gestes théâtraux. Il est très bon dans ses réparties contre les chahuteurs, une compétence précieuse dans les années 1960, et joue un rôle important aux élections générales de 1964. Un soir, lors d'une allocution politique, il est salué par ses partisans alors qu'il se penche sur le podium en pointant un chahuteur aux cheveux longs. Il a dit: "Maintenant, voyez ici, Monsieur ou Madame, quel que soit le cas, nous en avons assez de vous!" La police expulse l'homme et la foule applaudit et Hogg continue comme si de rien n'était.

### Lord Chancelier

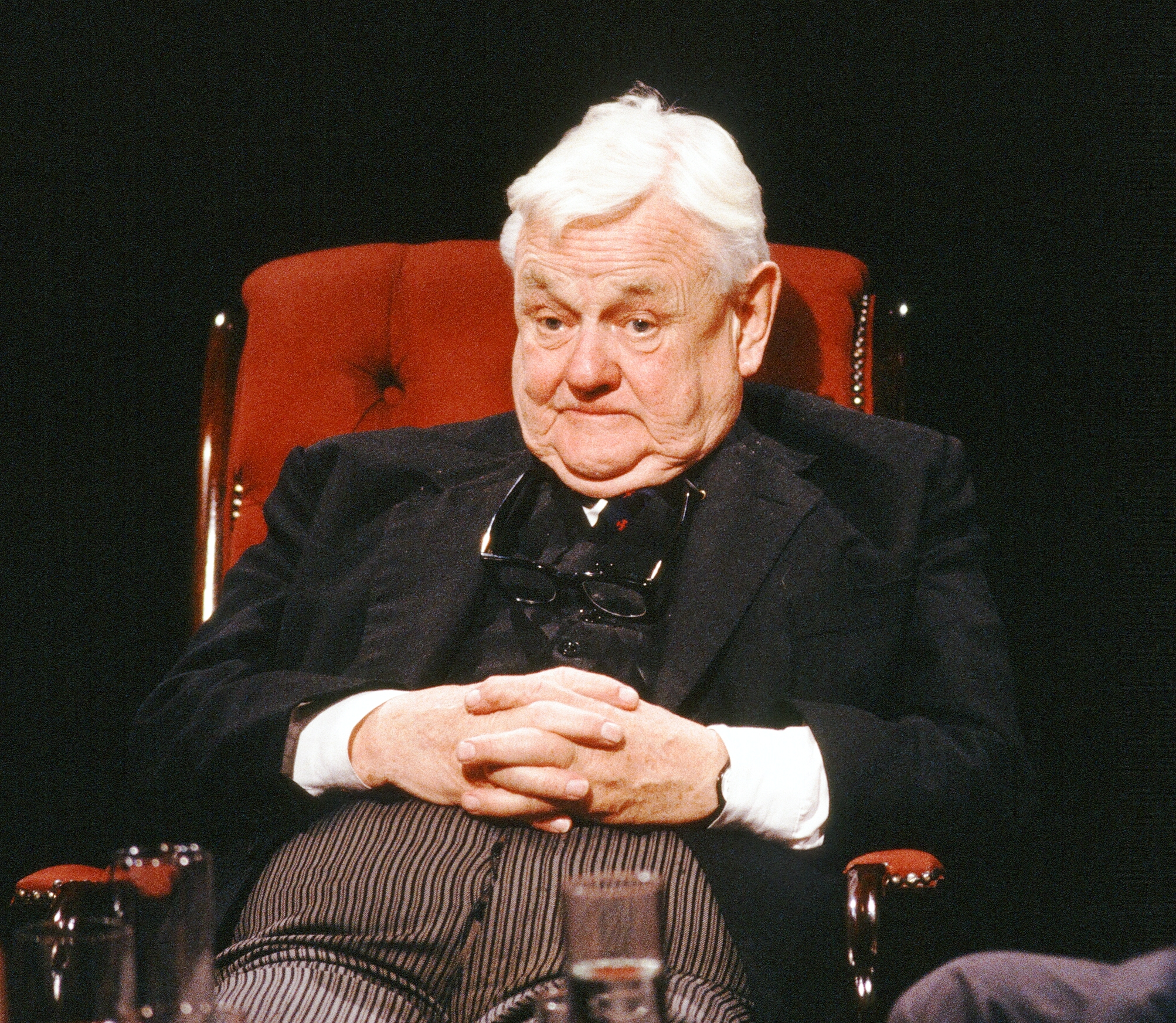
Dans l'émission télévisée After Dark en 1988.

Il sert dans le cabinet fantôme conservateur sous le gouvernement Wilson et développe sa pratique au barreau où l'un de ses clients est le Premier ministre et opposant politique Harold Wilson. Quand Edward Heath remporte l'élection générale de 1970, il reçoit une pairie à vie en tant que baron Hailsham de St Marylebone, de Herstmonceux dans le comté de Sussex, et devient lord chancelier. Il est le premier à retourner à la Chambre des Lords en tant que pair à vie après avoir renoncé à une pairie héréditaire. Le choix de Hailsham de Lord Widgery comme Lord Chief Justice est critiqué par ses adversaires, bien qu'il se soit ensuite racheté aux yeux de la profession en nommant Lord Lane pour succéder à Widgery.
Au cours de son premier mandat en tant que Lord Chancelier, il supervise l'adoption de la Courts Act 1971, qui réforme la justice anglaise en abolissant les anciennes assises et quarts de session, qui sont remplacées par des cours permanentes. La loi créé également un service judiciaire unifié, sous la responsabilité du Lord Chancellor's Department, qui s'est par conséquent considérablement développé. Il pilote également la loi controversée de 1971 sur les relations industrielles à la Chambre des Lords, qui a créé la Cour nationale des relations industrielles.
Il annonce sa retraite après la fin du gouvernement de Heath en 1974. Il popularise le terme de « dictature élective » en 1976, écrivant plus tard une essai détaillé, Le dilemme de la démocratie. Cependant, après la mort tragique de sa deuxième femme dans un accident de cheval il décide de retourner à la politique active, d'abord en tant que ministre fantôme sans portefeuille dans les cabinets fantômes d'Edward Heath et Margaret Thatcher, puis de nouveau en tant que lord chancelier de 1979 à 1987 sous Margaret Thatcher.
Hailsham est largement considéré comme un Lord Chancelier traditionaliste. Il met l'accent sur les rôles traditionnels de son poste, siégeant au Comité d'appel de la Chambre des Lords plus fréquemment que n'importe lequel de ses prédécesseurs de l'après-guerre. La nomination d'adjoints pour présider les Lords lui a permis de consacrer plus de temps au travail judiciaire, bien qu'il se soit souvent assis lui-même sur le sac de laine. Il est protecteur du barreau anglais, s'opposant à la nomination d'avocats à la Haute Cour et à l'extension de leurs droits d'audience. Il est cependant responsable de la mise en œuvre de la réforme en profondeur du système judiciaire de 1971, et se fait le champion de la réforme du droit et des travaux de la Commission du droit.

### Retraite
Après sa retraite, Hailsham s'est vigoureusement opposé aux plans du gouvernement Thatcher de réformer la profession juridique. Il s'est opposé à l'introduction de frais pour éventualités, faisant observer que les professions "n'étaient pas comme l'épicerie au coin d'une rue dans une ville comme Grantham " (Hansard 5L, 505.1334, 7 avril 1989) et arguant que les tribunaux et La loi sur les services juridiques (1990) méconnaissait "presque tous les principes de la méthodologie que la réforme du droit devrait attirer" et n'était rien de moins qu'une tentative de "nationaliser la profession et une partie du pouvoir judiciaire" (Hansard 5L, 514.151, 19 décembre 1989).
Vers la fin de sa vie, Hailsham souffrait de dépression, qu'il a quelque peu maîtrisée par son amour pour la littérature classique.
Il est resté un membre actif, quoique semi-détaché, de l'organe directeur du All Souls College presque jusqu'à sa mort.
En plus de ses pairies, il est nommé compagnon d'honneur en 1975 et fait chevalier de la jarretière en 1988.

## Vie privée
Il s'est marié trois fois. Il épouse en 1932 Natalie Sullivan. Le mariage s'est terminé par un divorce en 1943 quand il est revenu de la guerre pour la retrouver, comme il l'a dit plus tard dans une interview télévisée, "pas seule"; elle était avec le chef de cabinet du président français Charles de Gaulle, François Coulet avec qui elle est restée jusqu'à sa mort en 1984, et meurt en 1987.
Le 18 avril 1944, il épouse Mary Evelyn Martin (19 mai 1919-10 mars 1978), une descendante de la famille Martyn des Tribus de Galway. Ils ont cinq enfants :
- Douglas Martin Hogg (né le 5 février 1945)
- Mary Claire Hogg (née le 15 janvier 1947)
- Frances Evelyn Hogg (né le 11 novembre 1949)
- James Richard Martin Hogg (né en 1951)
- Katherine Amelia Hogg (née le 18 octobre 1962)

Il hérite de Carter's Corner Place, une maison du XVIIe siècle avec une vue imprenable sur les marais de Pevensey et la Manche, de son père en 1950, et y pratique l'agriculture pendant plus d'une décennie. Il a dû vendre la propriété en 1963, à cause du coût et parce que sa femme trouvait qu'il y avait trop d'entretien, mais a continué à la visiter par la suite.
Après un heureux mariage de 34 ans, Mary est tuée devant son mari dans un accident d'équitation lors d'une visite à Sydney en 1978. Hailsham en est bouleversé et se reprocha de ne pas lui avoir rappelé de porter un casque. Sa pierre tombale à All Saints, Herstmonceux, Sussex, la décrit comme son "compagnon radieux et joyeux",.
Le 1er mars 1986, Il épouse Deirdre Margaret Shannon Aft (1928-1998), ancienne secrétaire de son cabinet. Elle est la fille de Peter Shannon, médecin. Elle a pris soin de lui dans sa vieillesse, mais est morte avant lui en 1998.
À sa mort en octobre 2001, juste après son 94e anniversaire, la vicomté qu'il avait décliné en 1963 passe à son fils aîné Douglas. À la suite de la loi de 1999 sur la Chambre des Lords, qui a supprimé le droit de la plupart des pairs héréditaires de siéger, il n'est pas obligé de renoncer à sa vicomté pour rester membre de la Chambre des communes.
Comme son père et d'autres membres de la famille, il est enterré dans le cimetière de All Saints, Herstmonceux, Sussex.

## Écrits
Le livre de 1945 de Hogg The Left Was Never Right est une réponse féroce à deux livres de la série "Victory Books" de Victor Gollancz, Guilty Men de Frank Owen, Michael Foot et Peter Howard, et Your MP de Tom Wintringham, tous deux publiés au cours de la guerre et en essayant largement de discréditer les députés conservateurs en tant qu'apaiseurs et profiteurs de guerre. Le volume de Wintringham, republié avant les élections générales de 1945, est largement reconnu à l'époque comme un facteur majeur pour éloigner l'opinion publique du parti conservateur. Le livre de Hogg cherche à opposer les statistiques de Wintringham, soutenant que les députés travaillistes manquaient à leurs devoirs de guerre.
Peut-être son livre le plus important, The Case for Conservatism, est une réponse similaire à Labour Marches On de John Parker. Publié en 1947 au lendemain de la défaite écrasante des conservateurs aux élections de 1945, et destiné au marché de masse et au profane, il présente un argumentaire bien écrit et cohérent pour le conservatisme. Selon le livre, le rôle du conservatisme n'est pas de s'opposer à tout changement, mais de résister et d'équilibrer la volatilité des modes politiques et de l'idéologie actuelles, et de défendre une position médiane qui consacre un traditionalisme humain biologique en évolution lente. Par exemple, au XIXe siècle, les conservateurs se sont opposés au libéralisme classique, favorisant la réglementation des usines, l'intervention sur le marché et les contrôles pour atténuer les effets du capitalisme du laissez-faire, mais au XXe siècle, le rôle du conservatisme est d'opposer un danger venant de la direction opposée, le régulation, intervention et contrôles favorisés par le socialisme.
Il est également connu pour ses écrits sur la foi et la croyance. En 1975, il publie son autobiographie spirituelle The Door Wherein I Went, qui comprend un bref chapitre de l'apologétique chrétienne, en utilisant des arguments juridiques concernant les preuves de la vie du Christ. Le livre comprend un passage particulièrement émouvant sur le suicide; quand il était un jeune homme, son demi-frère Edward Marjoribanks s'est suicidé, et l'expérience a laissé Hailsham avec une profonde conviction que le suicide est toujours mauvais.
Ses écrits sur le christianisme ont fait l'objet de discussions dans les écrits de Ross Clifford. Hailsham a revisité les thèmes de la foi dans ses mémoires A Sparrow's Flight, et le titre du livre faisait allusion à des remarques sur les moineaux et la foi enregistrées dans l'histoire ecclésiastique de Bede et les paroles du Christ dans l'Évangile de Matthieu.